# Klein-Pöchlarn
Klein-Pöchlarn é um município da Áustria localizado no distrito de Melk, no estado de Baixa Áustria.